# Douglas Thomas Jacobson

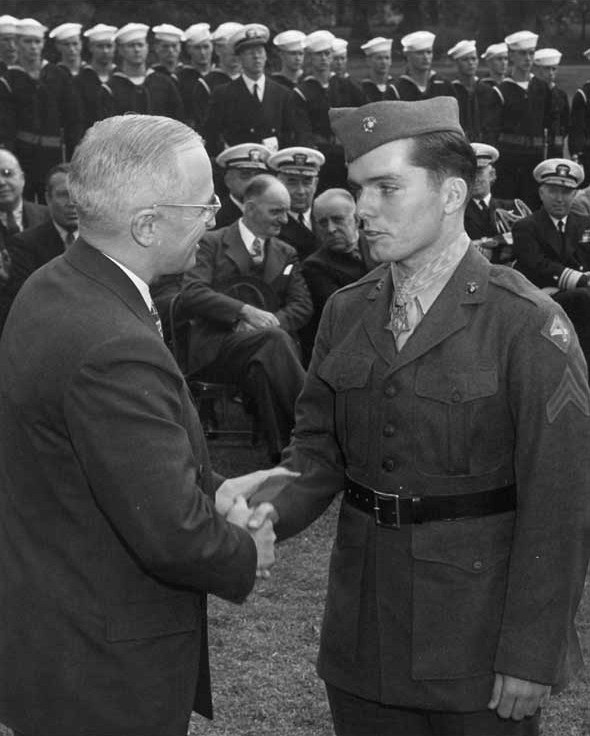
Kapral Jacobson z prezydentem H. Trumanem w październiku 1945 roku

Douglas Thomas Jacobson (ur. 25 listopada 1925 w Rochester, zm. 20 sierpnia 2000 w Port Charlotte) – major Korpusu Piechoty Morskiej Stanów Zjednoczonych, uczestnik walk o Iwo Jimę, odznaczony Medalem Honoru.

## Życiorys
Jacobson uczęszczał do szkoły podstawowej oraz liceum w Port Washington. Następnie pracował dla swojego ojca jako kreślarz, a następnie jako ochroniarz i instruktor pływania. 28 stycznia 1943 roku w wieku 17 lat został przyjęty do Korpusu Piechoty Morskiej. Przeszedł szkolenie w obozie szkoleniowym USMC w Parris Island w Karolinie Południowej, a następnie został przeniesiony do 23 Pułku i awansowano go do stopnia szeregowego pierwszej klasy. Znalazł się na liście 3. Batalionu 23 Pułku 4 Dywizji Marines.
Brał udział w kampaniach na Tinianie, Marianach, Wyspach Marshalla i Iwo Jimie. Po walkach na Saipanie, awansowano go na starszego szeregowego. Podczas walk o Iwo Jimę, wsławił się walką 26 lutego 1945 roku. Wówczas zniszczył działko przeciwlotnicze i zabił całą jego obsługę, po przejęciu od poległego żołnierza granatnika, wraz z oddziałem powoli posuwał się naprzód w kierunku wzgórza 382. Wtedy jego pluton został przygwożdżony przez ogień z ciężkiej broni maszynowej. Jacobson wtedy ostrzelał z bazooki bunkier, niszcząc dwa gniazda karabinu maszynowego, następnie ostrzelał większy bunkier, niszcząc go doszczętnie i zabijając całą jego 5-osobową załogę. Stopniowo, przemieszczając się z oddziałem, zniszczył siedem ziemnych stanowisk strzeleckich, zabijając dziesięciu japońskich żołnierzy. Chcąc poszerzyć wyłom, zgłosił się na ochotnika do kompanii szturmowej i zniszczył bunkier, blokujący drogę. Kolejnym atakiem ostrzelał czołg, będący stałym punktem oporu, niszcząc jego wieżę, a następnie, wręcz brawurowo, samotnie zaatakował jeden bunkier i zlikwidował jego obsługę. Bilans jego walki przedstawiał się następująco: zniszczył łącznie 16 stanowisk oporu, w tym jeden czołg oraz zabił około 75 japońskich żołnierzy. Za tę akcję odznaczono go Medalem Honoru.
W kwietniu 1945 awansowano go do stopnia kaprala, w październiku powrócił do Stanów. Zdemobilizowany w grudniu 1945.
Do służby powrócił 22 czerwca 1946 roku w stopniu sierżanta. Przydzielono go do 1. Dywizji Marines, z którą, w składzie 1. Batalionu Saperskiego, wyruszył do Chin. Stopniowo awansował, jednak nigdy nie opuścił na zawsze Korpusu Piechoty Morskiej. 1 lipca 1964 roku awansował na majora. Zdemobilizowany ponownie w 1967.
Odznaczony m.in.: Medalem Honoru, Presidential Unit Citation, Medalem za Dobre Zachowanie, Medalem Zwycięstwa w II WŚ, Medalem za Kampanię na Pacyfiku i w Azji z czterema brązowymi gwiazdami.
Pochowany został na Narodowym Cmentarzu Arlington w Wirginii.